# 东塬古塔
东塬古塔，位于中国青海省民和县川口镇东塬村，为第七批青海省文物保护单位，公布日期为2004年5月10日，类型为古建筑。
东塬古塔的历史年代为明。